# جان شید
جان شید (انگلیسی: John Scheid؛ زادهٔ ۳۱ مهٔ ۱۹۴۶) تاریخ‌نگار دینی، باستان‌شناس، و استاد دانشگاه اهل فرانسه در زمینه روم باستان است.
وی همچنین برندهٔ جوایزی همچون لژیون دونور (شوالیه) شده‌است.